# Надання герба

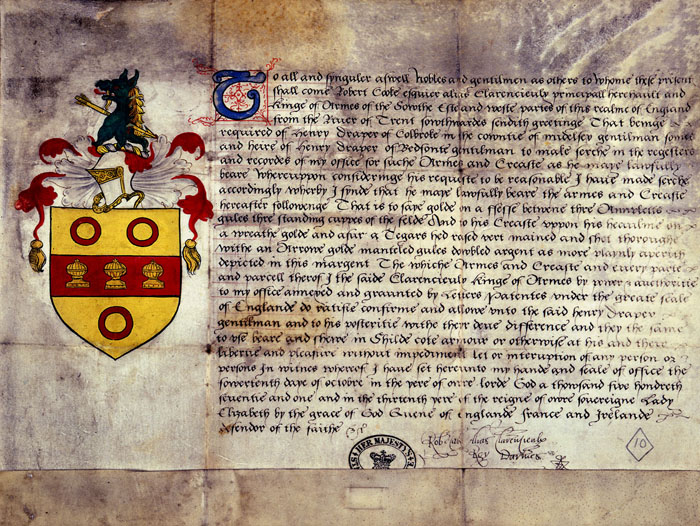
Надання Гербовим Королем Робертом Куком Генрі Дрейперу з Колнбрука, що дає йому право користуватися ілюстрованим гербом; від 14 жовтня 1571 року. Джерело: Національний архів Великоъ Британії

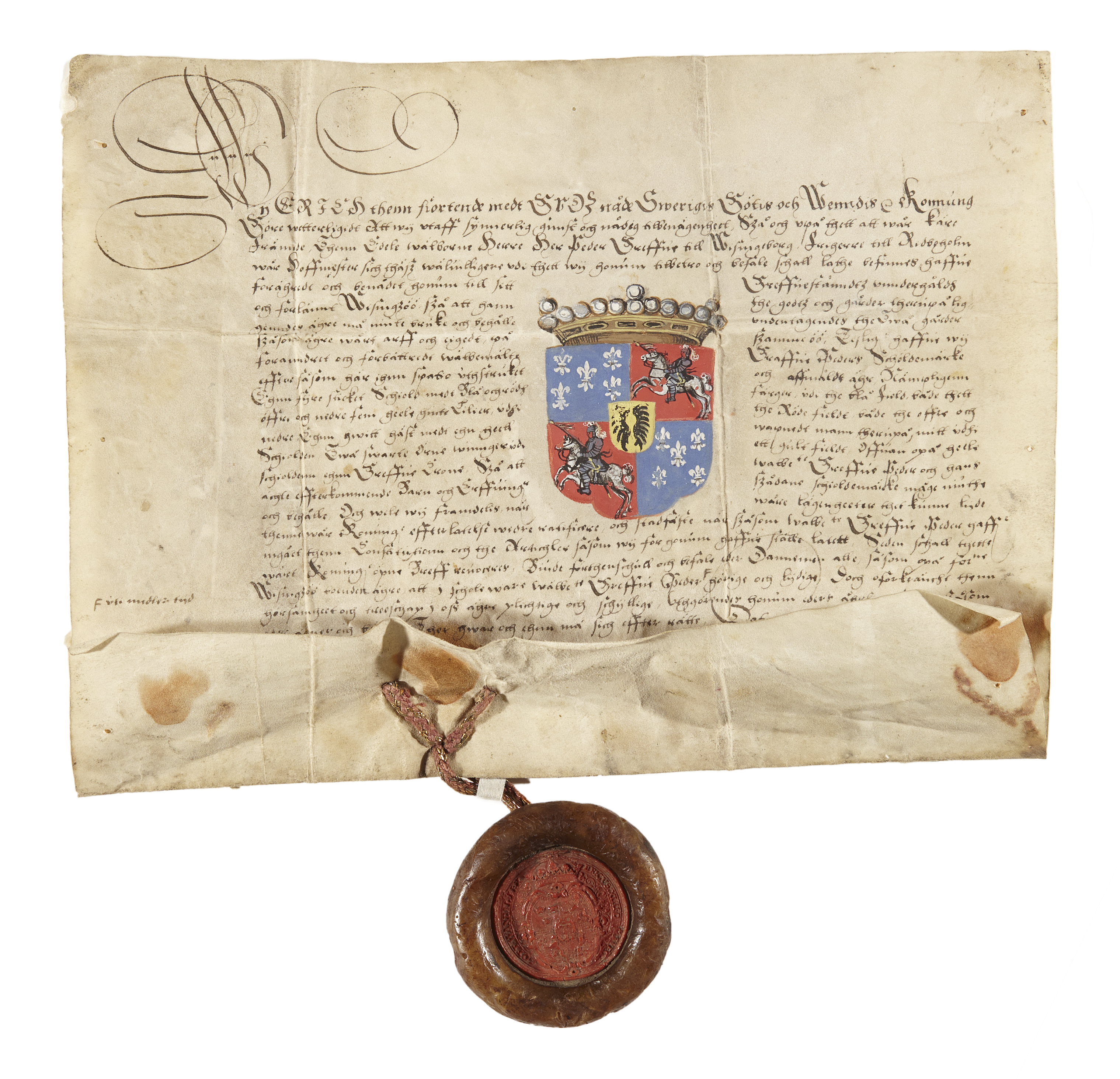
Шведське надання від 1562 року.

Надання зброї або державна реєстрація герба — дії законного органу, такого як гербовий офіцер або Державний герольд, що надає особі та її нащадкам право носити певний герб або бейдж. Це один із способів, за допомогою якого людина може законно носити герб в юрисдикції, що регулює геральдику, інші випадки - від народження через спадок.

Історично надання герба відрізняється як підтвердженням герба, так і приватною реєстрацією герба. Надання герба надає нове право, тоді як підтвердження герба підтверджує існуюче право; а приватна реєстрація герба - це запис, який не має на меті створити або підтвердити якесь законне право. Однак державна реєстрація герба офіційною державною установою (наприклад, Геральдичне бюро в Південній Африці) створює та підтверджує нові законні права.
Гербовий коледж видає "патентні листи", Бюро геральдики видає "свідоцтва про реєстрацію". Для всіх намірів це однаково. Геральдичний коледж "надає" ім'я монарха, а в Південній Африці згідно із Законом про геральдику (1962 р.) сертифікат "видається". В обох випадках видане та записане геральдичне подання надає заявнику виключне право власності на унікальний дизайн.Marcel van Rossum, OMBB

Deputy Director

Bureau of Heraldry
Надання герба або державна реєстрація герба, як правило, містяться в патентах, які надають автономне підтвердження наданого права при наданні патентів на листи. Сучасна англійська програма надання гербів, наприклад, від офіцерів Геральдичного коледжу в Лондоні, почнеться зі слів " Усім і особливо, кому ці надання прийдуть ... ", тим самим показуючи, що вона адресована кожному в світі, якому він може бути наданий.